# Fornezzi
Fornezzi je priimek v Sloveniji, ki ga je po podatkih Statističnega urada Republike Slovenije na dan 1. januarja 2010 uporabljalo 47 oseb in je med vsemi priimki po pogostosti uporabe uvrščen na 7.846. mesto.

## Znani nosilci priimka
- Sašo Fornezzi (*1982), nogometaš
- Tone Fornezzi - Tof (*1934), novinar, humorist in satirik